# ¿Es esto una paloma?
¿Es esto una paloma? (これはハトですか? Kore wa Hatodesu ka??), también conocido como Is this a pigeon? en inglés, es un meme de Internet y una cita memorable del personaje protagonista de la serie de televisión de anime japonesa de la década de 1990 Taiyō no Yūsha Fighbird en la que el personaje humanoide confunde a una mariposa con una paloma. La imagen se publicó originalmente en Tumblr y luego el meme se difundió con otras variaciones.

## Origen
Tiene su origen en Yutaro Katori, un androide humano creado por el profesor Hiroshi Amano, que identifica erróneamente a una mariposa como una paloma mientras estudiaba la naturaleza terrestre en una escena de la temporada 1, episodio 3 de Taiyō no Yūsha Fighbird, que se emitió por primera vez en Japón en febrero de 1991.

## Historia
En 2011, una escena del tercer episodio de la primera temporada en la que Yutaro ve una mariposa mientras habla con el inspector Satsuda y le pregunta «¿es esto una paloma?» se subió a Tumblr, generando muchas variaciones y convirtiéndose en un meme popular. El meme tuvo un resurgimiento en 2018. El 27 de junio de 2013, BuzzFeed destacó el meme en su artículo de compilación titulado «27 subtítulos que han ido terriblemente mal». En 2018, apareció el resurgimiento de los memes en Twitter. En 2021, el meme también se usó en el artículo de The Mary Sue.

## Recepción
Mashable lo describió como un nuevo meme del novio distraído de 2018. PinkNews afirmó que el meme explicaba sobre ser transgénero y orgulloso, también incluyeron el meme en sus artículos de «mejores memes gay» y «meme bisexual». The Daily Dot lo describió como la mejor plantilla de meme de 2018, mientras que Thrillist lo describió como los memes más geniales de la década de 2010. Vice afirmó que el meme ayuda a «desmitificar el proceso de lidiar con la depresión y otros problemas de salud mental».